# Chlorophytum huyghei
Chlorophytum huyghei är en sparrisväxtart som beskrevs av De Wild. Chlorophytum huyghei ingår i släktet ampelliljor, och familjen sparrisväxter. Inga underarter finns listade i Catalogue of Life.